# Организационное поведение
Организационное поведение (англ. organizational behaviour):
- базисная научная дисциплина о причинах и факторах поведения людей (индивиды и группы) в организации;
- область научных исследований, при которых используют теорию, методы и принципы различных дисциплин, с целью изучения индивидуальных представлений, ценностей, поступков при работе в группах и в целой организации;
- систематическое изучение и применение на практике знаний о том, как люди (индивиды и группы) взаимодействуют внутри организации.

## Развитие исследований организационного поведения

##### Исследования в рамках западной теории управления (менеджмента)
Наука об организационном поведении начала развиваться в период с 1948 года по 1952 год в рамках западной теории управления (менеджмента). Впервые понятие «организационное поведение» стал употреблять американский психолог Ф. Ротлисбергер, изучая организации. Но системная разработка организационного поведения как объекта исследования и как научной дисциплины началась с 1970-х годов в США. Наиболее полно результаты этих исследований представлены в работах Дж. Л. Гибсона, Дж. Иванцевича, Дж. Х. Доннелли-мл. (1973 г., 2000 г.). Их выводы имеют важное методологическое значение. Согласно их методу анализа организационного поведения, поведение рассматривается на индивидуальном, групповом и организационном уровнях. Организационное поведение ориентировано на результативность, и потому регулирование отношений и поведения людей в организации всегда может быть оценено не только с точки зрения процесса формирования организационной культуры, но, прежде всего, с точки зрения результата эффективности совместной деятельности.

##### Российские исследования
В отечественной литературе, как отмечает Ю. Д. Красовский, первые работы, посвящённые исследованию организационного поведения, появились в конце 1980-х годов в рамках изучения социологии труда (А. А. Дикарева, М. И. Мирская (1989 г.), Н. И. Дряхлова, А. И. Кравченко, В. В. Щербина (1993 г.)). Особое внимание обращалось на стабилизацию трудовых отношений в коллективе, изменение профессиональной структуры организации и социальные аспекты развития личности. В 1990-х годах организационное поведение становится предметом изучения экономической психологии, как области психологии, изучающей закономерности формирования и проявления индивидуальных особенностей личности в процессе трудовой деятельности. С середины 1990-х годов появляется серия научных публикаций об организационном поведении, и вскоре самостоятельная дисциплина «Организационное поведение» вводится в учебные планы подготовки специалистов в области управления организации и управления персоналом в России. В 1998 году опубликован первый в стране учебник "Менеджмент: Организационное поведение" (Е.Г.Молл). Организационное поведение как объект управления в динамично изменяющейся среде рассматривается в связи с ещё одной, пожалуй, самой молодой сферой научного познания и управленческой практики — концепцией управления человеческими ресурсами. Данная концепция согласуется с организационной потребностью укрепить и повысить конкурентоспособность, создать дополнительную ценность и наладить эффективный процесс управления, используя самый ценный актив организации — людей, которые индивидуально и коллективно вносят свой вклад в достижение организационных целей. В данной концепции люди рассматриваются либо как «человеческий капитал», в который необходимо вкладывать не меньшие средства, чем в новые технологии; либо как «ценный актив», создающий конкурентное преимущество за счёт своей приверженности работе, адаптивности, высокого качества труда, навыков, умений, компетентности. В рамках науки управления персоналом и управления человеческими ресурсами разрабатываются новые подходы к пониманию мотивации как системного явления (А. Я. Кибанов, Д. А. Амиров, Ю. Д. Красовский). Мотивация означает синхронное совпадение мотивов и стимулов в сознании и поведении работников, где и зарождаются эффекты активной трудовой деятельности. «Встреча» мотивов и стимулов побуждает человека действовать определённым образом в тех или иных ситуациях.
Организационное поведение как наука, выросло из бихевиоризма — направления в психологии, изучающего экспериментальные поведенческие реакции психической организации человека на внешние стимулы.
К стимулам, которые первоначально изучало организационное поведение, относили освещённость рабочего места, заработную плату, различные условия труда.
В конце XX века организационное поведение как дисциплина, постепенно отходит от бихевиористских установок, фокусируя своё внимание на системных и коллективных эффектах в организации, феноменах корпоративной культуры.
Организационное поведение как дисциплину надо отличать от:
- организационного развития, которое фокусируется на организации в целом,
- управления персоналом, сконцентрированного на создании организационных технологий развития сотрудников,
- менеджмента — дисциплины, систематизирующей различные модели и инструменты управления.

## Специфика организационного поведения
Организационное поведение отражает способы реагирования субъектов и самой организации как субъекта деятельности во внешней среде на происходящие внутренние и внешние изменения. Испытывая постоянное воздействие внешней и внутренней среды, организации стремятся совершенствовать механизмы, обеспечивающие её устойчивое равновесие и развитие (Ю. Д. Красовский, А. И. Кочеткова).
Специфику организационного поведения как объекта регулирования можно сравнить с такими близкими по значению сферами, как организационная культура и корпоративная культура.

##### Организационная культура
Организационную культуру чаще всего рассматривают как «специфический вид норм, ценностей, убеждений и манер поведения, характеризующих способ сотрудничества групп и индивидуумов в рамках организаций», как систему «разделяемых в организации убеждений и норм, как продукт отбора, управленческих функций, поведения, структуры и процессов организации». Свойства организационной культуры:
- поддаётся управлению и манипулированию,
- может проектироваться и формироваться руководством в процессе управления.

##### Корпоративная культура
Корпоративная культура понимается как «образец основных допущений поведения в группе», «как система наиболее существенных предположений, стандартов, принимаемых членами организации». Если организационная культура — это способ реально существующего сотрудничества, то корпоративная культура — это стандарты, ориентиры организационного изменения и развития.

##### Организационное развитие
Процесс планомерных систематических изменений, при котором принципы и практика прикладной науки о поведении внедряются в функционирующую компанию в целях её совершенствования, повышения уровня организационной компетентности и эффективности.

##### Специфика организационного поведения
Специфика организационного поведения в этом ряду сравнений может быть понятна при условии рассмотрения неразрывной связи внешней и внутренней среды организации, и способов реагирования организации на происходящие в ней и вовне изменения. Все эти понятия тесно взаимосвязаны, и только в единстве процессов, которые они отражают, исследуются специфические свойства каждого из них.

## Поведение организации
К понятиям, требующим уточнения, относится «поведение». В отличие от активности биологических систем, поведение человека выступает как направленная на другого активность личности, особая форма индивидуальной деятельности, связанная со взаимоотношениями людей и обусловленная культурой. Поведение направлено на удовлетворение потребностей, интересов субъектов и регулируется общественными и групповыми нормами, правилами, образцами.

##### Правомерность использования термина «поведение организации»
Обоснованием правомерности использования термина «поведение организации» служит признание организации как живой саморазвивающейся, целенаправленной сложной системы, для развития которой необходимы ресурсы. Поведение как система взаимосвязанных реакций для приспособления к среде в нравственном значении измеряется поступком. Поступок есть «специфически человеческое выражение и концентрация социальной практической деятельности», обладающий достоинствами рациональности и ответственности и подлежащий оценке. Рациональное и эмоциональное в поступке тесно взаимосвязаны. Поступок может совершаться на основе чувства долга или осознания своей ответственности, но он всегда связан с принятием решения и, уже поэтому, выходит за рамки привычного поведения. Совокупность поступков позволяет оценивать «линию поведения».
Если организацию рассматривать как объединение людей, действующих во имя достижения общей цели и несущих ответственность перед субъектами совместной деятельности и обществом, то вполне правомерно использовать понятие поведение организации.

## Методы исследования организационного поведения
- Опросы — интервью, анкетирование, тестирование — измерение уровня удовлетворённости трудом, организационным климатом коллектива; интервью могут проводиться и по телефону.
- Сбор фиксированной информации — изучение документов, существующих в организации и регламентирующих деятельность работников групп (устав организации, корпоративный кодекс, контракты, должностные инструкции).
- Наблюдение — изучение обстановки, состояния рабочего места, внешнего облика сотрудников в соответствии с требованиями организационной культуры.
- Эксперименты — проведение лабораторных или естественных экспериментов.
- Использование интернета.
- Философско-этический анализ;
- Междисциплинарные комплексные подходы;
- Аксиологический анализ.

## Понятие и виды организации
Понятие организации имеет несколько значений. Все планируемые и осуществляемые действия индивида, их результаты, также выражают суть организации. Таким образом, организация — это:
1. социальный процесс;
2. специфический социальный объект;
3. функция управления.

Таким образом, организация — скоординированное образование, состоящее по меньшей мере из двух человек, которые работают, взаимодействуют для достижения общей цели.
В зависимости от способа социальной организованности выделяют формальные и неформальные организации.